# Mnium glabrescens
Mnium glabrescens là một loài Rêu trong họ Mniaceae. Loài này được Kindb. mô tả khoa học đầu tiên năm 1893.